# Cephalotini
Cephalotini es una tribu de hormigas perteneciente a la subfamilia Myrmicinae. A pesar de que no tienen alas, los biólogos han observado que pueden planear saltando desde los árboles y controlando la dirección de la caída. Se deslizan nuevamente al tronco de su árbol, que es mucho más seguro que el suelo o el agua de abajo.

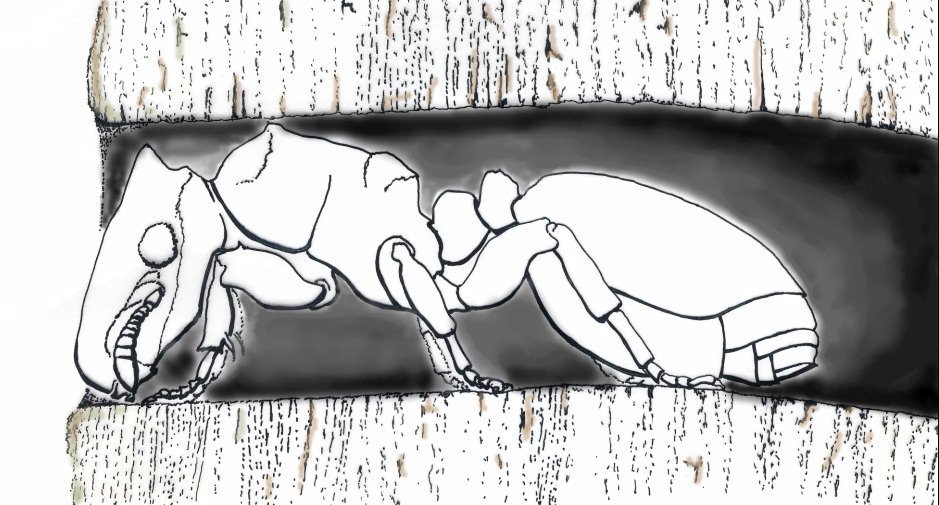
Cephalotes texanus

## Géneros
Cephalotes

Eucryptocerus

Procryptocerus

Zacryptocerus